# روزا كاتو
روزا كاتو (باليابانية: 加藤ローサ ) (و. 1985 – م) هي عارضة، وممثل أداء صوتي ياباني، وممثلة، وعارضة أزياء، من اليابان، ولدت في نابولي.

## وصلات خارجية
- روزا كاتو على موقع IMDb (الإنجليزية)
- روزا كاتو على موقع أول موفي (الإنجليزية)
- روزا كاتو على موقع قاعدة بيانات الفيلم (الإنجليزية)